# Gran Premi Ciclista de Quebec
El Gran Premi Ciclista de Quebec (en francès Grand Prix Cycliste de Québec) és una cursa ciclista d'un sol dia que es disputa a la Ciutat de Quebec, Canadà.
La cursa forma part del programa UCI ProTour i de l'UCI World Tour des de la seva creació. Es disputa dos dies abans que el Gran Premi Ciclista de Mont-real. Un dia abans de celebrar-se té lloc la prova d'exhibició Challenge Sprint Pro. Michael Matthews, amb tres victòries, és el ciclista amb més triomfs.
Les edicions del 2020 i del 2021 es van haver d'anul·lar a causa de la pandèmia de la COVID-19.

## Recorregut

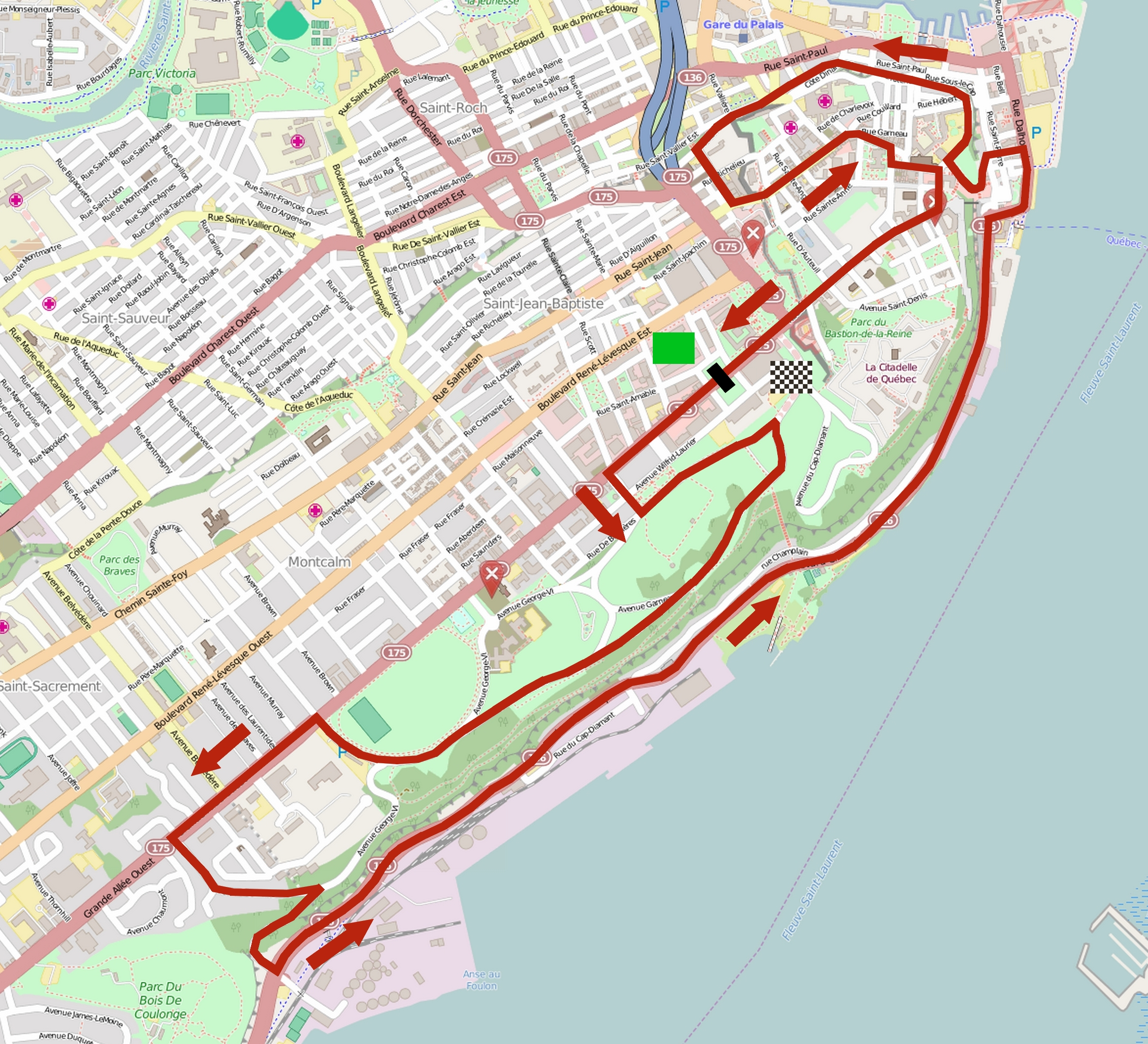
Itinierari clàssic del Gran Premi Ciclista de Quebec

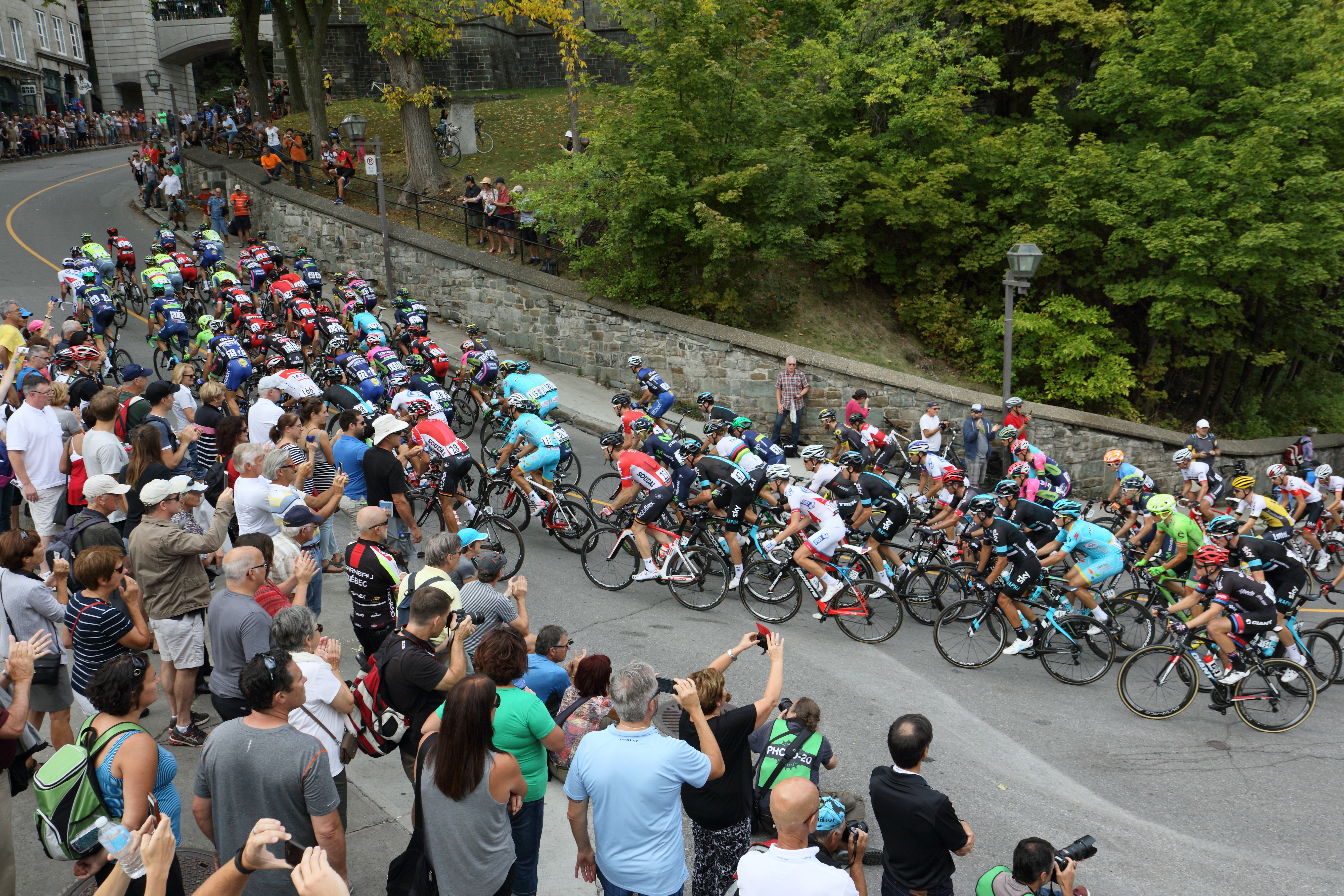
Ascensió de la Côte de la Montagne durant l'edició del 2016

A diferència de moltes altres curses d'un sol dia, el Gran Premi Ciclista de Quebec es disputa en un circuit. L'any 2024, aquest tenia 12,6 km de longitud i els participants el van recórrer setze vegades, amb un total de 201,6 km i un desnivell acumulat de 2976 m. En cada volta se supera una successió de quatre ascensions: Côte de la Montagne (375 m de longitud i 10 % de desnivell mitjà, amb una rampa de 165 m i 13 % de desnivell), Côte de la Potasse/Des Glacis (420 m de longitud i 9 % de desnivell mitjà), Montée de la Fabrique/des Jardins (190 m de longitud i 7 % de desnivell mitjà) i Montée du Fort/Saint-Louis/Grande Allée (1000 m de longitud i 4 % de desnivell mitjà). Aquestes dificultats se situen als darrers 3,6 km de cada volta i acumulen 186 m de desnivell. L'arribada és en pujada a la Grande Allée.
|                                         | Distància a l'arribada (km) | Longitud (m) | Alçada (m) | Ø Pendent |
| --------------------------------------- | --------------------------- | ------------ | ---------- | --------- |
| Côte de la Montagne                     | 3,3                         | 375          | 42         | 10 %      |
| Côte de la Potasse/Des Glacis           | 1,9                         | 420          | 47         | 9 %       |
| Montée de la Fabrique/des Jardins       | 1,2                         | 190          | 47         | 7 %       |
| Montée du Fort/Saint-Louis/Grande Allée | 0                           | 1000         | 91         | 4 %       |

## Palmarès
| Any  | Vencedor         | Segon                | Tercer                     |         |
| ---- | ---------------- | -------------------- | -------------------------- | ------- |
| 2010 | Thomas Voeckler  | Edvald Boasson Hagen | Robert Gesink              |         |
| 2011 | Philippe Gilbert | Robert Gesink        | Rigoberto Urán             |         |
| 2012 | Simon Gerrans    | Greg Van Avermaet    | Rui Alberto Faria da Costa |         |
| 2013 | Robert Gesink    | Arthur Vichot        | Greg Van Avermaet          |         |
| 2014 | Simon Gerrans    | Tom Dumoulin         | Ramūnas Navardauskas       |         |
| 2015 | Rigoberto Urán   | Michael Matthews     | Alexander Kristoff         |         |
| 2016 | Peter Sagan      | Greg Van Avermaet    | Anthony Roux               |         |
| 2017 | Peter Sagan      | Greg Van Avermaet    | Michael Matthews           |         |
| 2018 | Michael Matthews | Greg Van Avermaet    | Jasper Stuyven             |         |
| 2019 | Michael Matthews | Peter Sagan          | Greg Van Avermaet          |         |
| 2020 | suspesa          | suspesa              | suspesa                    | suspesa |
| 2021 | suspesa          | suspesa              | suspesa                    | suspesa |
| 2022 | Benoît Cosnefroy | Michael Matthews     | Biniam Girmay              |         |
| 2023 | Arnaud De Lie    | Corbin Strong        | Michael Matthews           |         |
| 2024 | Michael Matthews | Biniam Girmay        | Rudy Molard                |         |